# (22099) 2000 EX106
2000 إي أكس 106 (ويعرف أيضًا باسم (22099) 2000 إي أكس 106 وفق تسمية الكوكب الصغير) (بالإنجليزية: 2000 EX106)‏ هو كويكب ضمن حزام الكويكبات؛ وترتيبه 22099 من حيث الاكتشاف.
اكتُشف هذا الجُرم الفلكي بواسطة ماسح السماء كاتالينا في 14 مارس 2000.

## وصلات خارجية
- (22099) 2000 EX106 في قاعدة بيانات مختبر الدفع النفاث لأجرام النظام الشمسي الصغيرة

- الاكتشاف · مخطط المدار ·  العناصر المدارية · المعلمات المادية

- (22099) 2000 EX106 على موقع ويكي سكاي: DSS2, SDSS, GALEX, IRAS, Hydrogen α, X-Ray, Astrophoto, Sky Map, Articles and images